# نسكويك
نسكويك هي علامة تجارية لمنتجات شركة نستله السويسرية. في عام 1948 ، أطلقت شركة نستله مزيجًا من المشروبات للحليب بنكهة الشوكولاتة يسمى نستله كويك في الولايات المتحدة. تم إصدار هذا في أوروبا خلال الخمسينيات من القرن الماضي باسم نسكويك (Nesquik).
منذ عام 1999 ، عُرفت العلامة التجارية باسم نسكويك وورلد وايد.  اليوم ، يظهر اسم نسكويك على مجموعة واسعة من المنتجات ، بما في ذلك حبوب الإفطار ،  الخلطات المجففة للحليب المنكّه ،  العصائر ،  المنتجات الجاهزة للشرب ،  ألواح الحلوى ، نوافير الشوكولاته فوندو ، مزيج الكاكاو الساخن ، وأكثر من ذلك.